# Ceuthophilus aridus
Ceuthophilus aridus är en insektsart som beskrevs av Bruner, L. 1904. Ceuthophilus aridus ingår i släktet Ceuthophilus och familjen grottvårtbitare. Inga underarter finns listade i Catalogue of Life.